# Vyssokopillia
Vyssokopillia (ukrainien : Високопілля, russe : Высокополье) est une commune urbaine de l'oblast de Kherson, en Ukraine. Elle compte 3 899 habitants en 2021. 

## Géographie
Vyssokopillia est située au nord de l'oblast de Kherson, à 48 km au sud-sud-est de Kryvyi Rih, à 65 km à l'ouest-sud-ouest de Nikopol, à 116 km au nord-est de Kherson, à 156 km au sud-ouest de Dnipro et à 395 km au sud-est de Kiev

## Histoire
Prise par les Russes durant l'offensive de Kherson en mars 2022, elle est reprise par les forces ukrainiennes le 4 septembre 2022 lors de la contre-offensive ukrainienne de l'été 2022.

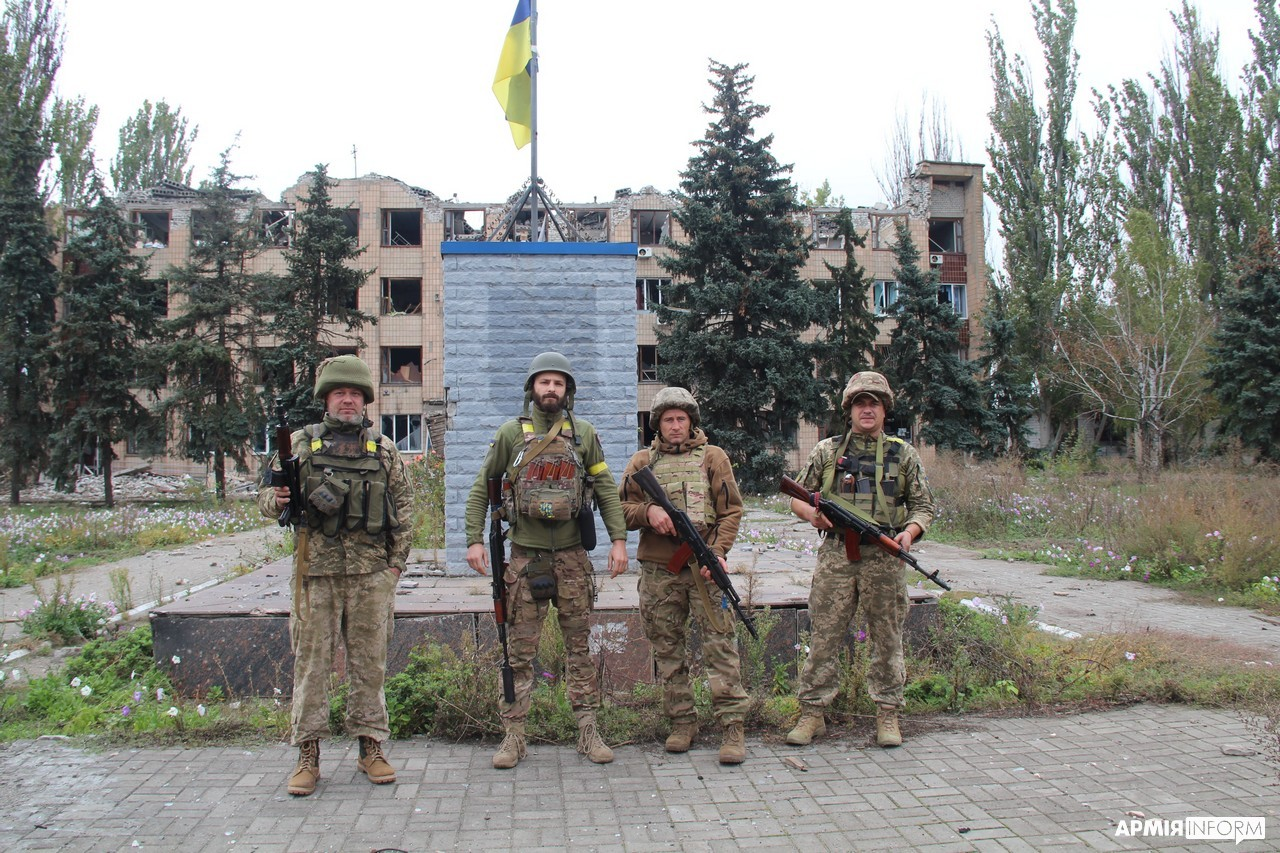
Soldats ukrainiens après la libération de Vyssokopillia en septembre 2022.